# Dalin Myślenice (piłka siatkowa)
SMS Dalin Myślenice – Stowarzyszenie Miłośników Siatkówki Dalin Myślenice. Stowarzyszenie powstało w wyniku wyłączenia sekcji piłki siatkowej Klubu Sportowego Dalin Myślenice. W roku 2014 grupa członków założycieli utworzyła własny klub, który przejął działalność sportową i udział w rozgrywkach ligowych. Aktualnie (stan 2016) drużyny kobiet i mężczyzn odpowiednio występują w III lidze małopolskiej. W historii wiele sukcesów w wychowaniu reprezentantek Polski.